# Brits Kroonbezit

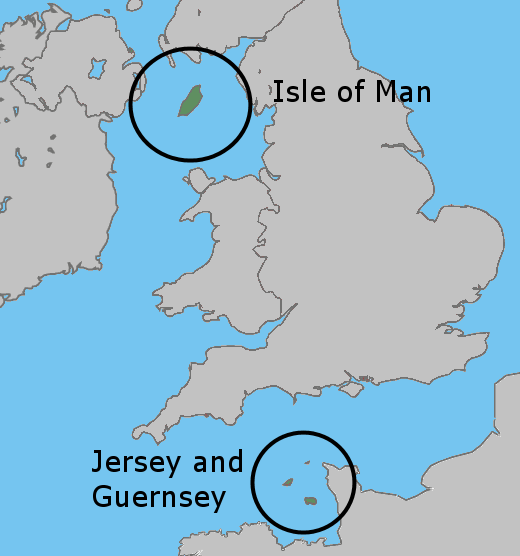
De eilanden Guernsey, Jersey en Man maken onderdeel uit van het Brits Kroonbezit

Het Brits Kroonbezit (Engels: crown dependency) is gebied dat direct onder de Britse Kroon valt. Het betreft de baljuwschappen (Engels: bailiwick) Guernsey en Jersey die samen de Kanaaleilanden vormen en het eiland Man in de Ierse Zee.
De gebieden onder Brits Kroonbezit zijn geen onderdeel van het Verenigd Koninkrijk en behoren niet tot de Britse overzeese gebieden. Zij maakten evenmin deel uit van de Europese Unie. Wel maakten ze deel van de douane-unie van de Europese Gemeenschap en hebben ze akkoorden voor landbouw en visserij.
Het Verenigd Koninkrijk verzorgt voor het Brits Kroonbezit het buitenlands beleid en de verdediging. Zaken als douane en immigratie worden door deze gebieden zelf geregeld. Zij kunnen echter niet zelfstandig onderhandelen met de Europese Unie of akkoorden sluiten (bijvoorbeeld toetreden tot de EU).

## Baljuwschap Guernsey
Het baljuwschap Guernsey bestaat uit de eilanden Guernsey, Alderney, Herm, Sark en een aantal kleinere eilanden.
Het baljuwschap heeft een parlement, de Staten (Engels: States), en wordt vertegenwoordigd door een baljuw (Engels: bailiff), die voorzitter van het parlement en hoogste rechter is.
Guernsey geeft eigen munten, bankbiljetten en postzegels uit.

## Baljuwschap Jersey
Het baljuwschap Jersey bestaat uit het eiland Jersey en enkele kleine onbewoonde eilanden.
Het baljuwschap heeft een parlement, de Staten, en wordt vertegenwoordigd door een baljuw die voorzitter van het parlement en hoogste rechter is.
Jersey geeft eigen munten, bankbiljetten en postzegels uit.

## Eiland Man
Het parlement van het eiland Man, de Tynwald, stelt het oudste ononderbroken bestaande parlement ter wereld te zijn, opgericht in het jaar 979.
Het eiland Man geeft eigen munten, bankbiljetten en postzegels uit.